# Francesco Miniscalchi Erizzo

Stemma Erizzo

Francesco Miniscalchi Erizzo (Verona, 24 settembre 1811 – Padova, 27 dicembre 1875) è stato un politico, geografo e filologo italiano.

## Biografia
Discendente dal lato materno da un nobile casato veneziano, gli Erizzo, da giovane (anni 1830) intraprese diversi viaggi in Italia e in Europa (Svizzera, Germania, Danimarca, Francia, Inghilterra, Grecia) e nel vicino oriente (Asia Minore, Siria, Palestina, Arabia, Egitto). 
I viaggi stimolarono l'interesse per lo studio della geografia e l'etnografia, su cui scrisse alcuni volumi tra i quali Le scoperte artiche (1855), e lo portarono ad essere tra i promotori della Società geografica italiana.
Sostenne anche lo sviluppo dell'agricoltura moderna e fu presidente della Accademia di agricoltura, scienze e lettere di Verona (1866-1868).
Politicamente sostenne i movimenti per l'unità d'Italia e accolse nelle sue tenute i feriti della battaglia di Custoza (1866). Per questo impegno fu nominato senatore nel 1866; in Senato si interessò di questioni scolastiche e militari.
Si interessò anche alla filologia delle lingue orientali e, entrato in contatto con Angelo Mai, curò l'edizione di un evangeliario siriaco, l'Evangeliarium Hierosolymitanum (1861-1864).
Morì a Padova per un malore, ed ebbe funerali solenni a Verona con la commemorazione del collega Giuseppe Pasolini, conte dall'Onda.